# 蜈蚣切
蜈蚣切（むかできり）は、平安時代中期の貴族・武将、藤原秀郷が所用したと伝えられる太刀である。蜈蚣切丸（むかできりまる）とも称される。伊勢神宮に現存する伝・藤原秀郷佩用の太刀うちのひとふりで、「蜈蚣切」と号すると伝えられ、10世紀に神息（）という刀匠が鍛えたものという。

## 概要
藤原秀郷が近江国三上山に住む蜈蚣（大百足）を退治した礼に龍神から送られた宝物の一つであると伝えられるもので、江戸時代、松平定信により編纂された『集古十種』にも、「伊勢國太神宮蔵俵藤太秀郷 蜈蚣切太刀圖」として絵図と解説が収録されている。
「藤原秀郷（俵藤太）の百足退治」は室町時代以降に成立した伝説であるので、この太刀も実際に藤原秀郷が所用したものであるかは大いに疑問だが上述の伝説に基づいたものとして、鞘の添え文によれば明和2年（1765年）伊勢神宮に奉納された。
伊勢神宮に所蔵される当太刀は、号は「伝・蜈蚣切」、作者については「伝神息」、伝・10世紀平安時代中期の作とされているが、鑑定では14世紀頃の作品のことで、秀郷の子孫が蜈蚣退治の伝承を誇りとして奉納したとみられる。無銘とされるが、太刀の裏には切付銘があり、「此長太刀俵藤太秀郷蚣切也作者神...」と読み取れ、『集古十種』等に筆写された銘文（後述）と一致し、銘は模写されている。

## 作風

### 刀身
『集古十種』によれば、刃長二尺五寸五分（約 77.273 cm）、茎（なかご）長六寸八分（約 20.61 cm）。丸止めの薙刀樋を掻く、大切先の冠落造りの太刀で、茎は切尻に近い角張った切上がりの栗尻、目釘孔は区（まち）やや下と茎尻に2つある。『集古十種』には、以下の2行64字の銘があることが記載されている。

### 外装
また拵え（外装）は附属しないが、奉納時には素鞘（白鞘）に収められており、表に「奉献神息太刀一腰為諸願成就」裏に「明和二年乙酉四月吉日 濱地重郎兵衛重興」と鞘書きされていたと同書に記載されている。

## 同種の刀
伊勢神宮には蜈蚣切の他にも藤原秀郷が所要していたと伝えられる毛抜形太刀が奉納されて所蔵されている（「毛抜形太刀　10世紀平安時代中期　伝 藤原秀郷佩用」重要文化財）。
この毛抜形太刀は、藤原秀郷佩用との伝来の経緯や、奉納されたのが同じ伊勢神宮であることから、当項目で記述している「蜈蚣切」の号が付けられている太刀と同一のものとして書籍などで記述されていることがあるが、別のものである。